# Salavre
Salavre település Franciaországban, Ain megyében. Lakosainak száma 295 fő (2022. január 1.). Salavre Coligny, Courmangoux, Verjon, Villemotier, Val-d’Épy és Val Suran községekkel határos.

## Népesség
A település népessége az elmúlt években az alábbi módon változott:
| Lakosok száma | 288  | 218  | 246  | 282  | 290  | 285  | 272  | 271  | 273  | 295  |
|               | 1968 | 1982 | 1990 | 2006 | 2013 | 2015 | 2017 | 2019 | 2020 | 2022 |